# Grande galleria dell'Appennino
La grande galleria dell'Appennino è una galleria ferroviaria italiana lunga 18,507 km, posta lungo la linea ferroviaria Bologna-Firenze, che collega l'Emilia-Romagna con la Toscana. L'aggettivo grande la differenzia dalla galleria dell'Appennino, sita sulla ferrovia Porrettana e costruita settant'anni prima.

## Storia
Nel 1882 la Provincia di Bologna e la Camera di Commercio di Firenze chiesero all'ingegner Gian Luigi Protche di definire il tracciato più breve e conveniente per la realizzazione di una nuova ferrovia tra Bologna e Firenze. Egli mise a punto un progetto di massima che ricalcava un precedente lavoro del professor Antonelli, con una consistente novità costituita da una lunga galleria alla base dell'Appennino che permetteva di ridurre sia la quota di valico che la lunghezza della linea. Nel 1902 il governo, più volte sollecitato negli anni precedenti, nominò una commissione presieduta dal senatore Colombo, nota con il nome di Commissione Colombo, che scartò i vari progetti presentati ad eccezione di quello di Protche, a cui furono apportate varianti non riguardanti la parte comprendente la galleria dell'Appennino.

### Realizzazione
I lavori di scavo ebbero un timido inizio nel 1920 e, superate difficoltà di vario tipo, ebbero l'impulso definitivo nel 1923. La notevole lunghezza della galleria richiese l'impianto di tre cantieri: due agli imbocchi della galleria e un terzo intermedio in località Ca' di Landino, dove furono scavati due pozzi inclinati di oltre mezzo chilometro di lunghezza.
Durante lo scavo si incontrarono infiltrazioni d'acqua talvolta così imponenti che furono incanalate dando vita a nuovi acquedotti destinati alle città di Bologna e Prato. Un altro pericolo fu rappresentato dall'incontro di accumuli di gas grisù che, nonostante le precauzioni adottate, provocò esplosioni e spaventosi incendi, fra cui uno violentissimo che si innescò il 3 agosto 1928 dopo il brillamento di una mina a circa cinque chilometri dall'imbocco lato Bologna e divampò incontenibilmente per quasi sei mesi danneggiando gravemente la galleria già realizzata. Per proseguire i lavori fu necessario scavare un cunicolo di aggiramento di oltre tre metri di diametro disassato di quindici metri rispetto alla galleria in fiamme.
Il 23 dicembre 1928 si incontrarono i cunicoli che procedevano da Vernio, sul lato Firenze, e dal pozzo intermedio di Ca' di Landino. Quasi un anno dopo, il 4 dicembre 1929, cadde l'ultimo diaframma di roccia tra le avanzate di Ca' di Landino e di Lagaro, sul lato Bologna, dove si erano incontrate le maggiori difficoltà.
Durante la realizzazione della galleria si sono verificati vari incidenti, nei quali persero la vita in tutto 99 lavoratori, ricordati da due lapidi affisse all'ingresso della stazione di Prato Centrale. Alcuni morirono a causa dello sganciamento dei carrelli utilizzati per la costruzione della galleria; questi ultimi, data la loro pericolosità, furono successivamente eliminati dalle autorità.  Anche le violente infiltrazioni d'acqua provocarono gravi danni, motivo per cui vennero costruite delle saracinesche che sbarravano i cunicoli, impedendo l'avanzata dell'acqua. La più tragica fuoriuscita d'acqua si verificò in data 4 novembre 1927 all'estremità dell'avanzata inferiore, obbligando la sospensione del lavoro.
Il 4 agosto 1974 venne collocata da terroristi neofascisti una bomba sul treno espresso 1486, soprannominato Italicus, che esplose a 50 metri di distanza dal portale bolognese della galleria, facendo arrestare il convoglio all'adiacente stazione di San Benedetto Val di Sambro. Morirono 12 persone (tra le quali vi fu Silver Sirotti, un ferroviere di 24 anni che, scampato all'esplosione, morì tentando di prodigarsi nei soccorsi ai viaggiatori, al quale venne concessa la medaglia d'oro al valor civile) ed altre 48 rimasero ferite. Tale fatto è passato alla storia come strage dell'Italicus.
Il 23 dicembre 1984 la galleria è stata teatro di un altro attentato, quello noto come strage del rapido 904 o anche strage di Natale a causa della vicinanza alla festività. L'attentato, ad opera dell'organizzazione criminale Cosa nostra, ebbe esiti più devastanti del precedente, in quanto questa volta gli attentatori attesero che il treno si trovasse circa a metà del tunnel per azionare l'ordigno, provocando 17 morti e 267 feriti.

## Caratteristiche
La galleria ha una lunghezza di 18,507 km, con quota di valico a 328 m e pendenza massima del 12 per mille. Le realizzazione della galleria richiese 11 anni di lavoro. Fu inaugurata, assieme all'intera linea ferroviaria "Direttissima", il 22 aprile 1934.
La grande galleria dell'Appennino è stata per 75 anni il tunnel ferroviario più lungo d'Italia, venendo superata solamente nel 2009 dalla galleria di Vaglia, più lunga di circa 200 metri, sulla linea ad alta velocità Bologna-Firenze (e che, a sua volta, è destinata ad essere superata dalla galleria principale del terzo valico dei Giovi, lunga poco più di 27 km, attualmente in costruzione e che si prevede di aprire entro il 2027); all'epoca della costruzione era anche la seconda del mondo come lunghezza, misurando solo 1300 metri in meno del traforo ferroviario del Sempione, e la più lunga a doppio binario. A seguito della costruzione di trafori che, grazie alle moderne tecnologie, raggiungono lunghezze di diverse decine di chilometri, la grande galleria dell'Appennino occupa il sedicesimo posto nella lista delle gallerie più lunghe al mondo.

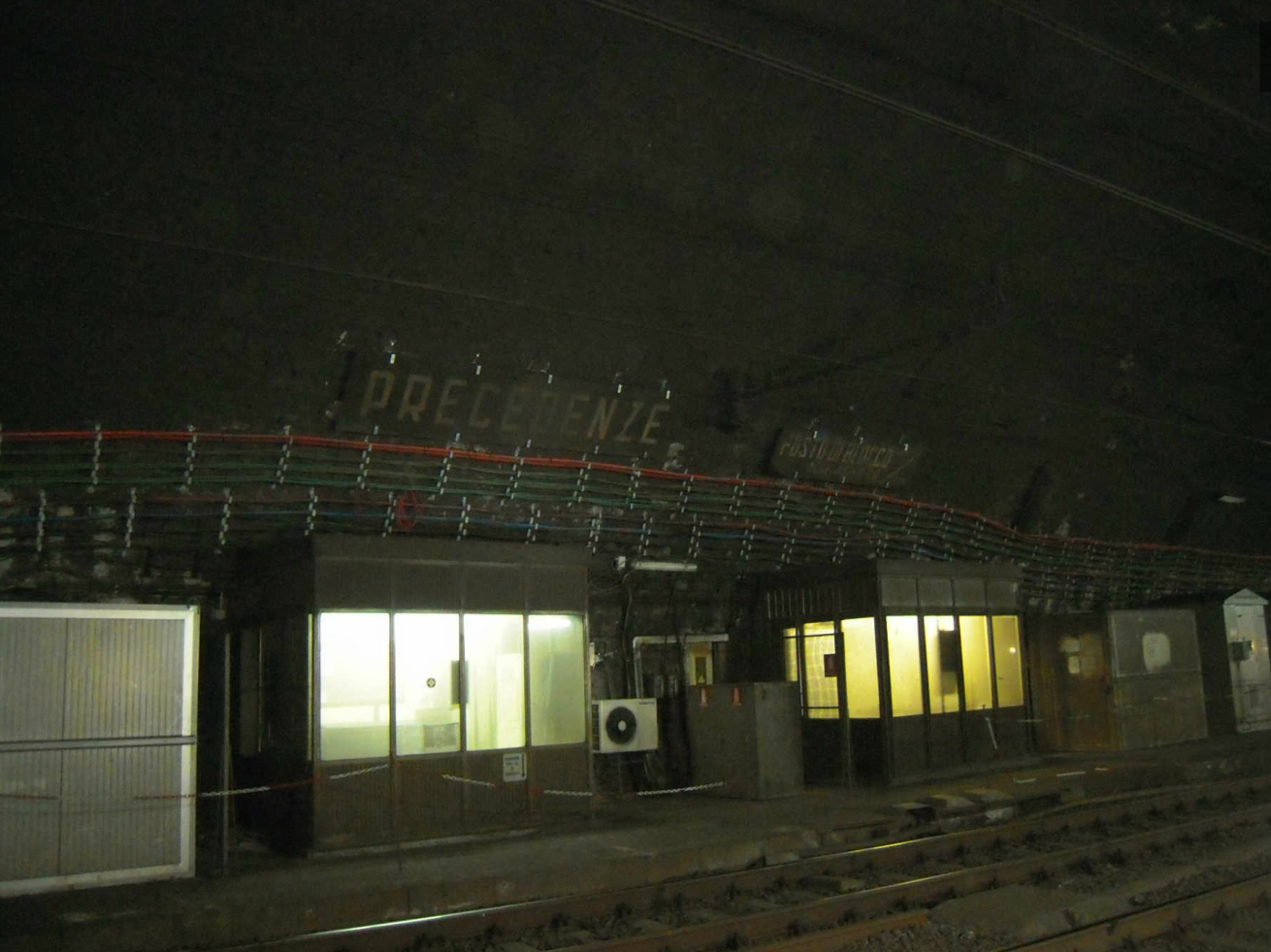
La stazione delle Precedenze nel 2013

Nel tunnel è presente la singolare stazione delle Precedenze, destinata principalmente al sorpasso dei convogli lenti, che disponeva di due binari di precedenza lunghi 450 metri scavati in gallerie parallele al tunnel principale; venne comunque adibita anche al traffico passeggeri locale, collegata con l'esterno da due tunnel paralleli inclinati di 27 gradi sull'orizzonte, attrezzati con 1.863 gradini, che sbucavano in località Ca' di Landino, borgo sito nel comune di Castiglione dei Pepoli, edificato ad hoc per accogliere gli operai addetti allo scavo. Il servizio passeggeri è stato soppresso negli anni sessanta per motivi di sicurezza e scarsità di traffico e attualmente viene usata come Posto di Comunicazione, ovvero solo per permettere ai treni di passare da un binario di corsa all'altro, con la denominazione "Posto di Comunicazione Precedenze".